# Fade to Grey
«Fade to Grey» (рус. «Мы седеем» ("fade to grey" - устойчивое выражение в англ. языке, означающее седение > старение. И это весьма ясно следует из текста песни)) — второй сингл британской группы Visage, выпущенный одновременно с дебютным альбомом Visage в 1980 году. Это самый успешный сингл группы, возглавивший чарты Германии и Швейцарии и вошедший в Top10 в Великобритании.

## О композиции
Идея для видеоклипа с покрытием тела краской принадлежит Стиву Стрейнджу. Женщина, артикулирующая строчки на французском — Princess Julia, подруга Стива, диджей и бывшая участница Blitz Kids. Женский вокал принадлежит бельгийской студентке Бриджит Аренс, девушке барабанщика Visage Расти Эгана.
В 1993 году сингл был перевыпущен в ремикшированном виде для раскрутки сборника Fade to Grey — The Best of Visage и вошёл в британский Тор40.
В 1994 году евродэнс-коллектив Datura записал ремейк «Fade to Grey»; специально для этой версии Стрейндж перезаписал вокальную партию.
В 2008 году Стив Стрейндж появился в телесериале «Прах к праху», исполняя «Fade to Grey» в клубе Blitz.
В 2014 году была записана новая версия «Fade to Grey» с симфоническим оркестром. Композиция вышла синглом с нового альбома Visage Orchestral.

## Список композиций
| №  | Название       | Длительность |
| -- | -------------- | ------------ |
| 1. | «Fade to Grey» | 3:50         |
| 2. | «The Steps»    | 3:13         |

| №  | Название       | Длительность |
| -- | -------------- | ------------ |
| 1. | «Fade to Grey» | 6:17         |
| 2. | «The Steps»    | 3:13         |

| №  | Название                           | Длительность |
| -- | ---------------------------------- | ------------ |
| 1. | «Fade to Grey» (Bassheads 7" edit) | 3:22         |
| 2. | «Fade to Grey» (7" remix)          | 3:37         |
| 3. | «Fade to Grey» (Original 7" mix)   | 3:51         |
| 4. | «Fade to Grey» (Wild Cat mix)      | 7:48         |

| №  | Название                              | Длительность |
| -- | ------------------------------------- | ------------ |
| 1. | «Fade to Grey» (Bassheads vocal mix)  | 7:11         |
| 2. | «Fade to Grey» (Bassheads dub mix)    | 7:35         |
| 3. | «Fade to Grey» (Bassheads trance mix) | 7:28         |
| 4. | «Fade to Grey» (Original mix)         | 3:51         |
| 5. | «Fade to Grey» (Subliminal mix)       | 5:16         |
| 6. | «Fade to Grey» (12" mix)              | 8:06         |

## Дополнительные факты
- «Fade to Grey» имеет большое количество кавер-версий.
- По свидетельству басиста группы U2 Адама Клейтона, попытка выучить басовую партию «Fade to Grey» привела к созданию основной басовой партии «New Year's Day»[10].